# Sopa de tomate
La sopa de tomate es un caldo elaborado con tomates picados. Se puede servir fría o caliente. A veces es utilizada como un ingrediente para platos más elaborados. Puede cocinarse con trozos o con el puré de tomate.
La versión precocinada y envasada en lata suele estar ligeramente condensada y es muy del gusto de la población de los Estados Unidos, estando muy asociado con la compañía Campbell. En Colombia la sopa de tomate de marca Heinz es una de las sopas estereotípicas de la denominada «comida confort».

## Baja Andalucía
En la provincia de Cádiz, en Andalucía, España, hay una variedad de sopa de tomate. La base es un sofrito de verduras como cebolla, ajos, pimientos o zanahorias en aceite de oliva. Se añaden, a la cazuela de barro con agua, tomates (previamente sancochados en agua hirviendo para pelarlos mejor) y, más tarde, trozos de pan y hojas de hierbabuena.